# Тевзадзе, Давид Давидович
Давид Давидович Тевзадзе (груз. დავით დავითოვიჩ თევზაძე; род. 30 января 1949, Сухуми) — грузинский генерал-лейтенант в отставке, занимавший пост министра обороны страны с апреля 1998 по февраль 2004 года.

## Образование и академическая карьера
Родился в Сухуми, Абхазская АССР, Грузинская ССР, Тевзадзе окончил философский факультет Тбилисского государственного университета (ТГУ) в 1971 году и институт иностранных языков в 1978 году. Затем он получил степень доктора философии в Институте философии Академии наук Грузии, где работал научным сотрудником, а также в течение нескольких лет читал лекции по истории философии и математической логике в ТГУ. Он также интересовался боевыми искусствами и был соучредителем и первым президентом Федерации карате Грузии в 1989 году. Федерация была образована 8 апреля 1989 года, за день до того, как советские войска применили силу против мирного митинга сторонников независимости в Тбилиси. Тевзадзе и несколько других членов организации оказали сопротивление наступающим солдатам, чтобы обеспечить коридор для протестующих, покидающих место разгона.

## Ранняя военная карьера
С провозглашением независимости Грузии от Советского Союза и началом гражданских беспорядков (1991) Тевзадзе вступил в военизированный батальон «Орби» («Ястреб») со штаб-квартирой в Коджори, которым он командовал с января 1992 по январь 1993 года, и принял участие в войне с сепаратистами в Абхазии. После слияния военизированных формирований с Вооружёнными силами Грузии полковник Тевзадзе стал командиром 11-й бригады разведки (1992—1993), а затем 1-й бригады (1993—1994). С мая 1994 по август 1997 года возглавлял управление по международным связям Министерства обороны Грузии. С 1994 по 1996 год он проходил подготовку в различных образовательных центрах НАТО, таких как Колледж обороны НАТО (Рим, Италия), Европейский центр исследований безопасности имени Джорджа К. Маршалла (Гармиш-Партенкирхен, Германия) и колледж командования и генерального штаба (Форт Ливенворт, Соединённые Штаты).

## Министр обороны
В апреле 1998 года президент Грузии Эдуард Шеварднадзе отправил в отставку министра обороны Вардена Надибаидзе, кадрового офицера советской и российской армии, и заменил его более ориентированным на Запад Тевзадзе. В условиях постоянной бюджетной нехватки и серии попыток мятежей в армии Тевзадзе попытался провести некоторые реформы в грузинских вооружённых силах с заявленной целью помочь переходу «от старой советской модели к современным вооружённым силам, соответствующим международным стандартам». Он придерживался пронатовской линии, заявленной Грузией в 1998 году, и отказался от должности заместителя начальника координационного штаба Вооружённых сил СНГ в 2001 году, заявив, что не видит смысла в многостороннем военном сотрудничестве между государствами СНГ. Именно во время его пребывания в должности, в 2002 году, Соединённые Штаты запустили программу подготовки для отдельных грузинских воинских подразделений (GTEP).
Тевзадзе старался сохранять нейтралитет в напряжённые дни «Революции роз» в ноябре 2003 года, когда протесты оппозиции вынудили президента Шеварднадзе уйти в отставку. Перед отставкой Тевзадзе заявил журналистам, что он «получил предупреждения о том, что не следует предпринимать никаких действий, которые могли бы привести к кровопролитию». Он ненадолго сохранил свой пост в новом правительстве Грузии. В этом качестве он посетил грузинские войска в Ираке. Его самолёт был обстрелян при вылете из Багдада 16 января 2004 года. Вертолёты Коалиции были направлены и открыли ответный огонь. Никто не пострадал, и Тевзадзе также остался невредим.
В феврале 2004 года Тевзадзе был уволен с поста министра обороны и назначен президентом Михаилом Саакашвили послом в НАТО. В то же время ему предъявили ряд обвинений в коррупции. Парламентский комитет по обороне и безопасности начал расследование случаев предполагаемой коррупции в Министерстве обороны и вызвал Тевзадзе, который признал определённые нарушения в министерстве, но воздержался назвать должностных лиц, ответственных за эти нарушения. Однако пребывание Тевзадзе на посту посла оказалось недолгим, поскольку его верительные грамоты были отозваны в июне 2004 года. Тевзадзе дистанцировался от политики и занялся наукой и преподавательской деятельностью.

## С 2004 года
5 мая 2009 года имя Тевзадзе было упомянуто в видеозаписи, опубликованной грузинской полицией в качестве доказательства запланированных беспорядков в Грузии, частью которых был неудавшийся мятеж в армии. Тевзадзе заявил, что обвинения в его причастности к заговору о мятеже были «абсурдными».
В октябре 2015 года, Тевзадзе основал собственную политическую партию «Грузия за мир» (საქართველო მშვიდობისათვის), чтобы принять участие в парламентских выборах, назначенных октября 2016 года.
В 2022 году президент Саломе Зурабишвили назначила Давида Тевзадзе своим советником по вопросам стратегического планирования.

## Личная жизнь
Давид Тевзадзе живёт в Тбилиси. У него есть жена и шестеро детей.